# Nino Manfredi
Saturnino „Nino” Manfredi (ur. 22 marca 1921 w Castro dei Volsci, zm. 4 czerwca 2004 w Rzymie) – włoski aktor, scenarzysta i reżyser filmowy. Zajmował się też reżyserią teatralną, był dramatopisarzem, komikiem, piosenkarzem, autorem książek, prezenterem radiowo-telewizyjnym i aktorem dubbingowym. 
Zasłynął jako jeden z czołowych aktorów komedii w stylu włoskim (tzw. commedia all'italiana), grając przeważnie nieudaczników, prostych robotników lub ludzi ze społecznego marginesu, ale posiadających swoją godność i obdarzonych optymizmem. W trakcie trwania swojej kariery filmowej zdobył wiele wyróżnień, w tym m.in. sześć nagród David di Donatello, sześć nagród Nastro d’argento oraz nagrodę za najlepszy debiut reżyserski na festiwalu w Cannes za film Za otrzymaną łaskę (1971).

## Filmografia

### aktor
- 1949: Monastero di Santa Chiara
- 1949: Torna a Napoli
- 1951: Anema e core
- 1953: Canzoni, canzoni, canzoni
- 1955: Kawaler (Lo scapolo)
- 1955: Zakochani (Gli innamorati)
- 1956: Totò, Peppino e la... malafemmina
- 1958: Wenecja, księżyc i ty (Venezia, la luna e tu)
- 1958: Camping
- 1958: Caporale di giornata
- 1959: Skok w Mediolanie (Audace colpo dei soliti ignoti)
- 1960: Zbrodnia (Crimen)
- 1961: Sąd ostateczny (Il giudizio universale)
- 1962: Ryczące lata (Gli anni ruggenti)
- 1962: Trudna miłość (L'amore difficile)
- 1963: Kat (El verdugo)
- 1963: Dziewczyna z Parmy (La parmigiana)
- 1964: Niewierność (Alta infedeltà)
- 1964: Controsesso
- 1964: Włoch w Argentynie (Il gaucho)
- 1965: Lalki (Le bambole)
- 1965: Porozmawiajmy o mężczyznach (Questa volta parliamo di uomini)
- 1965: Panowie z kompleksami (I complessi)
- 1965: Znałem ją dobrze (Io la conoscevo bene)
- 1965: Thrilling
- 1965: Made in Italy
- 1966: Ja, ja, ja i ci wszyscy inni (Io, io, io... e gli altri)
- 1966: Operacja Święty January (Operazione San Gennaro)
- 1966: Adulterio all'italiana
- 1967: Głowa rodziny (Il padre di famiglia)
- 1967: Una rosa per tutti
- 1968: As wywiadu (Italian Secret Service)
- 1968: Straziami ma di baci saziami
- 1968: Czy nasi bohaterowie zdołają odszukać przyjaciela zaginionego tajemniczo w Afryce? (Riusciranno i nostri eroi a ritrovare l’amico misteriosamente scomparso in Africa?)
- 1969: Vedo nudo
- 1969: Roku pańskiego (Nell’anno del Signore)
- 1970: Contestazione generale
- 1971: Za otrzymaną łaskę (Per grazia ricevuta)
- 1971: Skandal w Rzymie (Roma bene)
- 1971: Trastevere
- 1972: Pinokio (Le avventure di Pinocchio)
- 1972: Lo chiameremo Andrea
- 1972: Girolimoni, il mostro di Roma
- 1974: Chleb i czekolada (Pane e cioccolata)
- 1974: Tacy byliśmy zakochani (C’eravamo tanto amati)
- 1975: Attenti al buffone
- 1976: Signore e signori, buonanotte
- 1976: Odrażający, brudni, źli (Brutti, sporchi e cattivi)
- 1976: Okazje (Quelle strane occasioni)
- 1977: In nome del papa re
- 1978: La mazzetta
- 1979: Pistolet (Il giocattolo)
- 1981: Nudo di donna
- 1982: Testa o croce
- 1982: Spaghetti House
- 1983: Questo e quello
- 1986: Grandi magazzini
- 1987: I picari
- 1987: Helsinki Neapol - cała długa noc (Helsinki Napoli All Night Long)
- 1990: Podróż Alberta (Alberto Express)
- 1990: In nome del popolo sovrano
- 1991: Mima
- 1995: Latający Holender (De vliegende Hollander)
- 1995: Colpo di luna
- 1999: Grazie di tutto
- 2000: La carbonara
- 2001: Una milanese a Roma
- 2002: Apri gli occhi e... sogna
- 2003: Cudowne światło (La luz prodigiosa)
- 2003: Un posto tranquillo

### scenarzysta i reżyser
- 1971: Za otrzymaną łaskę (Per grazia ricevuta)
- 1981: Nudo di donna

## Nagrody
- 1969: David di Donatello w kategorii Najlepszy aktor za film Vedo nudo
- 1971: David di Donatello w kategorii Najlepszy aktor za film Roku pańskiego
- 1973: David di Donatello w kategorii Najlepszy aktor za film Chleb i czekolada
- 1977: David di Donatello w kategorii Najlepszy aktor za film In nome del papa re